# Parque acuático Ixtapan
Parque Acuático Ixtapan es un parque acuático abierto en 1986, localizado en Ixtapan de la Sal, Estado de México, México. El parque cuenta con varias atracciones, entre ellas el tobogán más alto del estado y un tren para trasladarse por el parque, el parque acuático cuenta con atracciones infantiles y atraciones para adultos un SPA nocturno.

## Historia
Debido a la afluencia de visitantes que venían a bañarse en las aguas termales de Ixtapan de la Sal desde tiempos prehispánicos, en 1939, el municipio construye la primera alberca termal municipal y unas pozas para baño. Posteriormente, el gobierno del Estado de México construyó e se balneario uno de los parques temáticos más grandes de América Latina en el año de 1986, a un costado de la cabecera municipal, aumentando las hectáreas del parque, para impulsar el turismo a través de ISSEMyM con el objetivo de ofertar servicios turísticos a los trabajadores al servicio del estado, luego fue abierto al público en general para promover el turismo al sur del estado, debido a que Ixtapan de la Sal tiene uno de los mejores climas del país, con días soleados la mayor parte del año.

## Atractivos

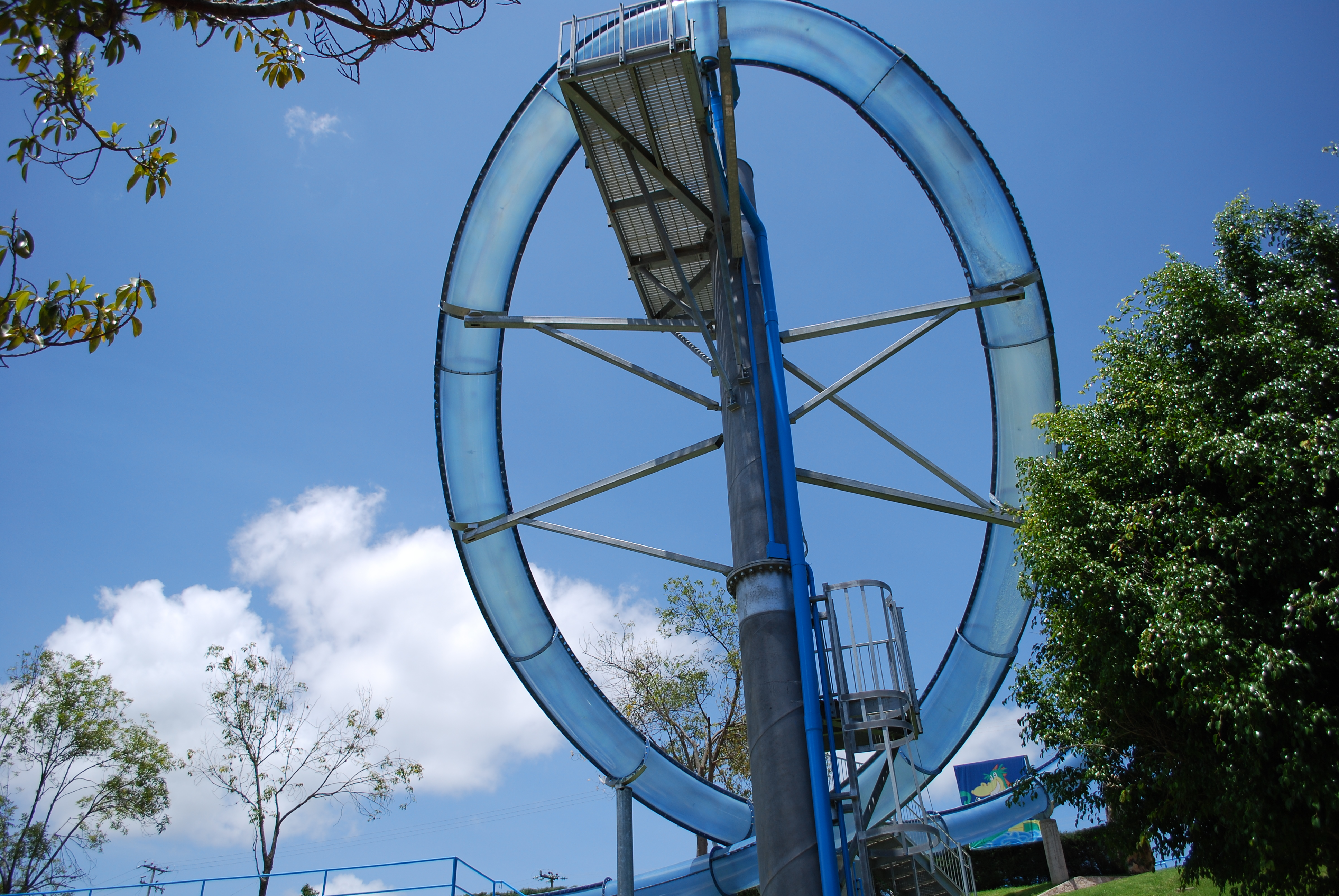
El tobogán más alto del estado.

El balneario es de agua termal para padecimientos circulatorios y reumáticos, alberca para aplicación de barro, tinas de hidromasaje y masajes terapéuticos en área techada, cuenta con una alberca infantil, toboganes, juegos infantiles y palapa con restaurante de comida típica.
La temperatura natural de los borbollones de agua termal oscila alrededor de los 39 °C, acorde a los minerales que contiene. Existe un spa donde los adultos pueden disfrutar durante la noche de hidromasaje para la belleza física.
- Toboganes de agua
- Piscinas de olas.
- Juegos infantiles.
- Tren.
- Áreas verdes.
- Atracciones extremas.
- Hotel SPA.
- Piscina de barro.
- Restaurante.